# Nothofagus aequilateralis
Nothofagus aequilateralis är en tvåhjärtbladig växtart som först beskrevs av Baum.-bod., och fick sitt nu gällande namn av Cornelis Gijsbert Gerrit Jan van Steenis. Nothofagus aequilateralis ingår i släktet Nothofagus och familjen Nothofagaceae. Inga underarter finns listade i Catalogue of Life.